# Ključavnica
Ključavnica je naprava za nadzor dostopa, ki fizično blokira dostop do varovanega prostora dokler je ne sprosti specifičen ključ, ki vsebuje skrivno informacijo za dostop. 
Najstarejša znana naprava za zaklepanje vrat je bila odkrita v ruševinah Ninive, glavnem mestu starodavne Asirije. Iz teh ključavnic je kasneje nastala egiptovska lesena ključavnica z zatiči, ki je sestavljena iz vijaka, ogrodja vrat in ključa. Leta 1848 je Linus Yale izumil cilindrično ključavnico z zatiči.

## Vrste ključavnic
- Mehanske ključavnice, pri katerih z originalnim ključem vzvode ali kline v cilindrih postavimo v položaje, ki omogočajo obračanje zapiralne brade, oziroma prstanov in s tem premikanje spodnjih zapahov iz ležišča v vratnih podbojih.
- Krožne kombinacijske ključavnice na sefih, pri katerih pravilno premikanje obroča povzroči sprostitev zapornih mehanizmov.
- Valjaste kombinacijske ključavnice, ki jih uporabljamo kot sestavne dele manjših proti vlomnih sredstev ( jeklene žice za kolesa, jekleni elementi za volan ).
- Obešanke so prav tako sestavljene iz cilindrov in zaporne konstrukcije.
- Kombinacije mehansko elektronskih ključev in cilindrov ( elektromehanske ), poleg klasične mehanske kontrole se pri odklepanju izvrši tudi elektromagnetno preverjanje ustreznosti ključa.
- Inteligentne ključavnice omogočajo odklepanje vrat s pomočjo sodobne elektronike - tipkovnic, prstnih odtisov, mobilnih naprav, daljinskih upravljalnikov, kartic in podobno.
- Ključavnice z elementi sistemov kontrole vstopa.[2]

## Deli ključavnice
Vsaka ključavnica je sestavljena iz treh pomembnih delov: notranje ključavnice, okovja ključavnice s ščitom in cilindričnega vložka.
Notranja ključavnica je sestavljena iz zapahov in mehanizma za premikanje v ležišča v kovinskih okvirjih, ki so pričvrščeni na podboje vrat. Spodnji zapah premikamo z brado na cilindričnem vložku, zgornjega pa s kljuko.
Okovje ključavnice je sestavljeno iz kljuk, vrtljive bunke ali nepremičnega ročaja ter ščita ključavnice. Kljuko uporabljamo za premikanje zgornjega zapaha. Ščit ključavnice je jekleni element, ki ščiti cilindrični vložek pred lomljenjem. Pomembno je, da je privit z notranje strani in da cilindrični vložek ne štrli preveč izven ščita
Cilindrični vložek povezuje vse dele ključavnice in je njen najbolj pomemben del. Uporaba originalnega ključa omogoča zasuk vrtljivega jedra v ključavnici. Energijo ključa se prenese do mehanizma v notranji ključavnici.
Navadni cilindrični vložek je sestavljen iz ohišja, enega ali dveh vrtljivih jeder, zapornih čepov (klinov ali zatičev) in vzmeti.
Zatiči onemogočajo obračanje vrtljivega jedra preden v ključavnico potisnemo ustrezen ključ. Eden od zatičev v paru se dotika vzmeti in ga imenujemo notranji zatič. Drugi zatič, ki se dotika brade ključa imenujemo zunanji ali krmilni zatič. Notranji zatiči so enake dolžine, zunanji pa različne. Večina navadnih cilindričnih ključavnic ima po pet parov zatičev.
Osnovni del cilindrične ključavnice je ohišje v katerem se v vzdolžni izvrtini nahaja vrtljivo jedro. V ohišju so prečne izvrtine, v katerih so nameščene vzmeti in notranji zatiči. V enako postavljenih prečnih izvrtinah v vrtljivem jedru se nahajajo zunanji ali krmilni zatiči. Vzmeti potiskajo notranje zatiče iz ohišja v jedro in mu preprečujejo vrtenje. Vrtenje jedra je mogoče, ko vstavimo ustrezen ključ. Ključ z brado potisne zunanje zatiče na zunanji rob jedra, notranje zatiče pa v izvrtine v ohišju ključavnice. Z vrtenjem potiskamo zaporni prstan v položaj odprto.

## Zaporni sistemi
Razvoj sodobnih cilindričnih sistemov je moral ponuditi rešitev, kako omogočiti tovrstno varovanje s čim manjšim številom ključev. Nastali so trije zaporni sistemi. 
1. Zaporni sistem centralne ključavnice
2. Zaporni sistem glavnega ključa
3. Zaporni sistem generalnega ključa

Zaporni sistem centralne ključavnice je takšen sistem v katerem je mogoče z različnimi posameznimi ključi zakleniti enega ali več zapornih cilindrov. Na primer, v večstanovanjski hiši ključi posameznih stanovalcev zaklepajo in odklepajo ključavnico na vhodu v objekt in skupne prostore, ne pa tudi ključavnic na vratih posameznih stanovanj.
Zaporni sistem glavnega ključa je sistem, v katerem en ključ odklepa vse ključavnice v sistemu. Na primer, ključ lastnika podjetja odpira vse ključavnice v podjetju.
Zaporni sistem generalnega ključa je sistem glavnega ključa, ki je razširjen z generalnim ključem, glavnim skupinskim ključem in s skupinskimi ključi. Ta sistem je lahko sestavljen iz več skupin. Vse ključavnice v posamezni skupini se lahko odprejo z glavnim skupinskim ključem, generalni ključ pa lahko odpira vse ključavnice v celotnem sistemu. Na primer ključ generalnega direktorja lahko odpira vse ključavnice v podjetju, ključi vodij oddelkov pa lahko le ključavnice v njihovem oddelku.